# كارل تيودور ألبرشت
كارل تيودور ألبرشت (بالإنجليزية: Carl Theodor Albrecht)‏ (و. 1843 – 1915 م) هو عالم فلك من ألمانيا . ولد في دريسدن.
توفي في بوتسدام، عن عمر يناهز 72 عاماً.